# Приключения домовёнка
«Приключе́ния домовёнка» — второй мультфильм по очерёдности появления и первый мультфильм по сюжету из цикла о домовёнке Кузе, выпущенный в 1985 году. События происходят ещё до знакомства домовенка Кузи с девочкой Наташей. Сценарий написан по мотивам второй и третьей части повести Татьяны Александровой «Кузька в новой квартире» — «Кузька в лесу» и «Кузька у Бабы-Яги», которые на тот момент ещё не были опубликованы.

## Сюжет
История начинается осенью в одном сказочном лесу, где Баба-Яга, потеряв контроль над своей избушкой на курьих ножках, по совету старого лешего, решает завести себе домового, «чтобы дом в руках держать». Для этого она находит в деревне домовёнка по имени Кузя (7 веков) и его наставника Нафаню (40 веков). Последний выбивает ковёр, а Кузя по его наставлению решает подмести пол. Но Яга подменила веник своей метлой, на которой и улетел Кузя. По пути он встречает Ворону, а затем падает вниз и знакомится с Лешиком, внуком лешего.
Леший утаскивает домовёнка и Лешика в берлогу, находящуюся в старом пне. Кузя жалуется на свою судьбу, и Лешик пытается угостить его желудями, которые домовёнку не нравятся. Он хочет вернуться домой, к Нафане. Тогда Лешик предлагает ему впасть в спячку и подаёт пример. Но Кузя так не умеет, и тогда старый леший просит разбудить его 30 марта, с утра. Тут Кузя слышит чьи-то шаги и выглядывает из пня. Баба-Яга хватает домовёнка и уносит с собой, объясняя это тем, что он — её любимый родственник. Она забрасывает его на конёк избушки на курьих ножках, и Кузя останавливает избушку. Войдя внутрь, он тут же отдаёт Яге команды по наведению порядка. Прибравшись в избушке, Баба-Яга обильно угощает Кузю.
Вскоре она начинает ухаживать не только за своей избушкой, но и за самим домовёнком. Кузя пытается заняться в избушке делами по хозяйству, но Яга запелёнывает его, как грудного ребёнка, и убаюкивает в колыбели. Услышав, что домовёнок ждёт, когда наступит весна, чтобы лешие вывели его из леса, Баба-Яга кладёт ему в рот соску и, дождавшись, когда Кузя заснёт, улетает в ступе и заметает жилище леших большим сугробом, чтобы не потерять только что полученное счастье.
Проходит время, Кузя беззаботно спит в люльке с соской, как младенец. Яга и её Кот с удовольствием пьют чай с бубликами и ватрушками, когда подлетевшая Ворона спрашивает, будет ли весна. Баба-Яга отвечает, что её не будет и пытается прогнать птицу, чтобы та не разбудила Кузю. Однако домовёнок просыпается и спрашивает, скоро ли 30 марта, на что Ворона отвечает, что уже почти май. Кузя собирается пойти будить леших, но Яга его не пускает. Тогда он велит избушке на курьих ножках идти к лешим. Избушка откапывает берлогу, лешие просыпаются, и начинается весна. Кузя пытается позвать старого лешего, но тут его хватает Ворона. Она приносит домовёнка в своё гнездо и сообщает, что он был последний домовой, а теперь — «первый гнездовой».
С дерева домовёнок замечает, что дом, в котором он жил раньше, сносят. Он бежит туда, но никого не находит. Тогда Кузя вытаскивает из печи свой сундучок, в котором Нафаня оставил ему письмо с указанием заселяться в шестнадцатиэтажный дом, в квартиру под номером 588.

## Съёмочная группа
| автор сценария       | Марина Вишневецкая |
| режиссёр             | Аида Зябликова |
| художник-постановщик | Геннадий Смолянов |
| операторы            | - Леонард Кольвинковский - Константин Инешин |
| композитор           | Михаил Меерович |
| звукооператор        | Сергей Кель |
| художник             | Ольга Усачева |
| аниматоры            | Людмила Африна, Ольга Анашкина |
| куклы и декорации    | Маргарита Богатская, Виктор Слетков, Анатолий Гнединский, Валерий Петров, Елена Покровская, Анатолий Кузнецов, Татьяна Моргунова, Юрий Одинцов, Александра Мулюкина |
| редактор             | Алиса Феодориди |
| директор             | Е. Бобровская |

## Роли озвучивали
- Георгий Вицин — домовёнок Кузя
- Татьяна Пельтцер — Баба-Яга
- Феликс Иванов
- Светлана Травкина

## Музыка
- Музыку к мультфильму написал композитор Михаил Меерович.
- На патефонной пластинке в доме Нафани и Кузи играет мелодия «The Nightmare» (в СССР она публиковалась под названием «Домовой») в исполнении американского джазового трубача Клайда Маккоя[англ.] (1903—1990), записанная в 1930-х годах.